# Томас Папатомас
Томас Папатомас (на гръцки: Θωμάς Παπαθωμάς) е гръцки просветен деец от Костурско от началото на XX век.

## Биография
Роден е в 1872 година в западномакедонския град Костур, където учи. Мести се в Гърция при чичо си Йоанис Михаил, който е училищен директор. След завършването си става директор на различни училища в Гърция. Учи философия в Атинския университет и преподава в гимназиите в Кожани и Костур. Редовен колумнист е във вестник „Кастория“ под псевдонима Орестис Македонос, като пише по литературни, исторически и археологически въпроси. Публикува стихосбирката „Чуруликания“ в 1920 година. В 1931 година редактира и публикува избраните съчинения на Атанасиос Христопулос. Пише статиите за региона в гръцките енциклопедии. В последните години от живота си страда от психично заболяване.
Умира в 1936 година в Костур.